# Donglong, Guangdong
Donglong (kinesiska: 东陇) är en köping i sydöstra Kina. Den ligger i Huilai härad i staden Jieyang i provinsen Guangdong, omkring 310 kilometer öster om provinshuvudstaden Guangzhou. Antalet invånare är 81 070. Befolkningen består av 41 291 kvinnor och 39 779 män. Barn under 15 år utgör 32 %, vuxna 15-64 år 61 %, och äldre över 65 år 6,0 %.